# 白梅図子
白梅図子（しらうめずし）はかつて京都市上京区新夷町に存在した花街。

## 沿革
白梅図子は元禄16年（1703年）、松屋町丸太町新松屋町周辺に居住した住人が京都所司代拡張に伴い、現在の新夷町に当たる代替地に移転し煮売茶屋を始めたのが花街の起源であった。茶屋に茶汲女を置き、やがて遊女として客を取るようになり花街に発展した。だが不衛生な環境でシラミが発生し「虱（しらみ）の図子」と呼ばれた。後に「白梅」という遊女が居たので「白梅図子」と呼ばれるようになった。
明治2年（1869年）、新松屋町、夷町が合併し新夷町と改め、翌3年（1870年）、当時存在した花街、二条新地の出稼地として公認されたが衰退し、明治6年（1873年）、消滅した。2019年現在、白梅図子が存在した新夷町は普通の住宅地と化し花街の面影はない。